# Cortiuda
Cortiuda és un nucli del municipi de la Peramola, a l'Alt Urgell. Havia tingut 37 habitants el 1960 i el 2009 només 2. Se situa al nord-est del terme en un serrat que és divisòria entre el Segre i el Rialb a 975 metres d'altitud, al peu del tossal de Cortiuda. Al poble s'hi accedeix per una pista que porta a Peramola. L'església Sant Martí de Cortiuda és llistat bé cultural d'interès local. Hi ha un refugi de muntanya amb serveis turístics de base.